# Design (Schutzrecht)
Ein Design oder Geschmacksmuster ist ein gewerbliches Schutzrecht, das seinem Inhaber für bestimmte Waren ein Ausschließlichkeitsrecht zur Benutzung einer ästhetischen Erscheinungsform (Gestalt, Farbe, Form)  verleiht. Die  Begriffe Design oder Geschmacksmuster sind  nur verschiedene Bezeichnungen für ein und dieselbe Schutzrechtsart. Nachfolgend wird der modernere und weiter verbreitete Begriff Design verwendet.

## Geschichte
Der erste Musterschutz wurde in Frankreich durch Gerichtsbeschluss verfügt. Einer Lyoner Weberei wurde verboten fremde Seidenmuster zu kopieren. Diese Handhabe wurde von der französischen Zunft übernommen. Nachdem 1791 der Zunftzwang aufgehoben wurde, wurde diese Praxis weiter geführt. Ab 1806 konnten Unternehmer ihre Muster beim Gewerberat hinterlegen. Kostenlos war der Schutz von einem bis fünf Jahre. Einen dauerhaften Schutz gab es nur gegen Gebühr. Englische Firmen konnten Druckmuster ab 1787 schützen lassen.
Als erste Region im Deutschen Reich wurde im Rheinland während der französischen Besetzung der Musterschutz eingeführt. Erst 1876 konnte ein Reichsgesetz verabschiedet werden, das das Urheberrecht an Modellen und Mustern einführte und lediglich Geschmacksmuster schützte. Die guten Erfahrungen führten dann später zur Gründung des Reichspatentamtes mit der Möglichkeit ab 1891 auch Gebrauchsmuster schützen zu lassen.

## Allgemeines
Designschutz ist gegeben, wenn das Design bei der zuständigen Behörde für gewerbliche Schutzrechte, meist das jeweilige Patentamt, registriert bzw. eingetragen ist. Es handelt sich dann um ein eingetragenes Design. Daneben gibt es in der EU auch ein nicht eingetragenes Gemeinschaftsgeschmacksmuster, dessen Schutz alleine durch die erstmalige Benutzung entsteht. Internationaler Designschutz ist über das Haager Abkommen über die internationale Hinterlegung gewerblicher Muster und Modelle möglich.
Ästhetische Gestaltungen sollen so gegen Nachahmung geschützt werden. Vom Patent-  oder Gebrauchsmusterschutz wären sie hingegen ausgenommen. Der Designschutz erfasst die zwei- oder dreidimensionale Erscheinungsform eines ganzen Erzeugnisses oder eines Teils davon.
Bedingungen für die Rechtswirksamkeit eines Designrechtes sind im Wesentlichen:
- Neuheit (es darf kein identisches Design vor der ersten Anmeldung veröffentlicht worden sein, es gibt aber eine Neuheitsschonfrist von 12 Monaten).

- Eigenart (der Gesamteindruck, den das Design auf den informierten Benutzer macht, muss sich von dem Gesamteindruck unterscheiden, den ein anderes Design auf den informierten Benutzer macht).

Ein Designrecht ist ein ungeprüftes Schutzrecht. Im Eintragungsverfahren werden die Voraussetzungen der Neuheit und Eigenart nicht geprüft, sondern nur formale Voraussetzungen für die Registrierung. Macht der Inhaber eines Designrechtes Ansprüche aus dem Design gegen einen vermeintlichen oder mutmaßlichen Verletzer geltend, so kann der Verletzer überprüfen lassen, ob dem Design zum Zeitpunkt der Anmeldung bzw. am Prioritätstag die Neuheit oder Eigenart fehlte. Je nach prozessualer Situation kann er eine Widerklage auf Feststellung oder Erklärung der Nichtigkeit bei dem Gericht erheben, vor dem er wegen Verletzung verklagt wurde, oder (bei eingetragenen Designs) einen Nichtigkeitsantrag beim zuständigen Amt stellen, bei dem das Design registriert wurde.
Der Schutz entsteht mit der Eintragung in das Register. Die Schutzdauer des eingetragenen Designs beträgt in den meisten Jurisdiktionen 25 Jahre, gerechnet ab dem Anmeldetag. Hierfür sind Aufrechterhaltungsgebühren zu zahlen. Unterbleibt dies, erlischt der Schutz früher.
Die Verordnung (EG) Nr. 6/2002 des Rates vom 12. Dezember 2001 über das Gemeinschaftsgeschmacksmuster (GGV) etablierte ein EU-weit geltendes Gemeinschaftsgeschmacksmuster. Es hat gleichermaßen in allen EU-Staaten Wirkung. Zuständig für die Eintragung von Gemeinschaftsgeschmacksmustern ist das Amt der Europäischen Union für Geistiges Eigentum (EUIPO). Neben dem sog. eingetragenen Gemeinschaftsgeschmacksmuster gibt es auch das bereits erwähnte nicht eingetragene Gemeinschaftsgeschmacksmuster. Dieses nichtregistrierte Designrecht entsteht automatisch mit der öffentlichen Zugänglichmachung des Designs in der EU und bietet Schutz für drei Jahre (Art. 11 Abs. 2 GGV setzt dem bestimmte Arten der außergemeinschaftlichen Zugänglichmachung gleich).
Daneben sind in der EU national gültige Designrechte möglich. In Deutschland ist die für Eintragung und Nichtigkeitsanträge zuständige Behörde das Deutsche Patent- und Markenamt (DPMA); die entsprechenden Bestimmungen finden sich im Designgesetz.
Die Aufrechterhaltungsgebühren sind für Gemeinschaftsgeschmacksmuster und nationale deutsche Designs ab dem 6. Schutzjahr jeweils für einen Fünf-Jahres-Zeitraum zu zahlen.

## Schutzumfang
Das Designrecht ermächtigt den Inhaber, Dritten bestimmte Nutzungen des Designs zu untersagen. Betroffen ist insbesondere das Herstellen, Anbieten, Inverkehrbringen, die Ein- oder Ausfuhr oder der Gebrauch eines Erzeugnisses, welches das Design beinhaltet oder bei dem es verwendet wird. Dabei wird auf die gesamte Erscheinungsform eines Designs abgestellt, die bei eingetragenen Designs in der Anmeldung sichtbar wiedergegeben ist (§ 37 Abs. 1 DesignG). Auf Identität kommt es nicht an. Maßgeblich ist die Frage, ob bei einem „informierten Benutzer“ derselbe Gesamteindruck hervorgerufen wird (§ 38 Abs. 2 DesignG).
Untersagt werden kann grundsätzlich jede der genannten Handlungen, sofern sie nicht durch den Rechtsinhaber gestattet wurden (§ 38 Designgesetz (DesignG)) oder das Recht des Inhabers nicht bereits erschöpft ist. Letzteres ist dann der Fall, wenn die Ware ursprünglich vom Schutzrechtsinhaber oder mit dessen Genehmigung in Verkehr gebracht wurde. Ausnahmen von Designschutz gewährt die Rechtslage insbesondere für im privaten Bereich zu nicht-gewerblichen Zwecken vorgenommene Handlungen, für Handlungen zu Versuchszwecken und für Wiedergaben zum Zwecke der Zitierung oder der Lehre mit Angabe der Quelle und in einem fairen, nicht beeinträchtigenden Umfang.

## Design und Bildrechte
Dem Schutzrechtsinhaber wird in Deutschland ein Recht an der gewerblichen Nutzung des Abbilds der geschützten Gegenstände zugesprochen.  Infolge Art. 13 der EU-Geschmacksmusterrichtlinie 98/71 EG formuliert § 40 DesignG die Begrenzung dieses Ausschließlichkeitsrechtes; erlaubt sind: Wiedergaben zum Zwecke der Zitierung oder der Lehre, vorausgesetzt, solche Wiedergaben sind mit den Gepflogenheiten des redlichen Geschäftsverkehrs vereinbar, beeinträchtigen die normale Verwertung des Geschmacksmusters nicht über Gebühr und geben die Quelle an.
Daraus wird von Gesetzeskommentaren im Umkehrschluss gefolgert, dass alle anderen Wiedergaben von Erzeugnissen dem Rechtsinhaber vorbehalten seien: Als Benutzungshandlung ist Wiedergabe jede Art und jede Form der Erzeugnisabbildung. Dem VerbietungsR(echt) unterliegt z. B. die Wiedergabe von mustergemäßen Erzeugnissen in Bildbänden.  Abbildungen als Schmuck oder Dekoration würden nicht unter die Ausnahmebestimmung fallen.
Da eine erläuternde Befassung nötig sei, würde etwa der kommerzielle Vertrieb von Postkarten dem Verbotsrecht des Rechtsinhabers unterfallen. Als Quellenangabe komme die Information über die gestalterische und betriebliche Herkunft des Gegenstands der Wiedergabe in Betracht. 

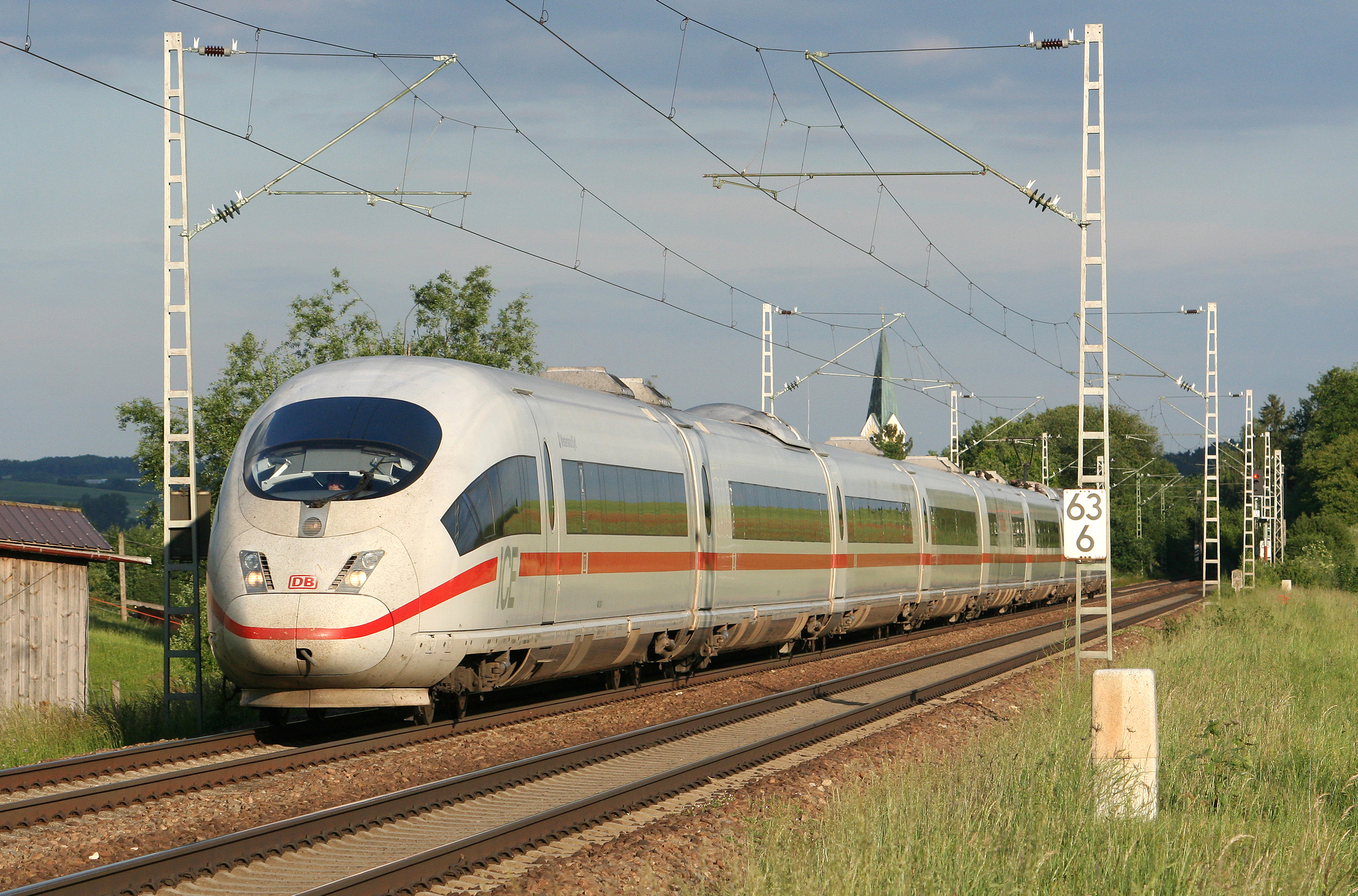
Ein ICE 3 der Deutschen Bahn AG

Die Abbildung eines geschützten Designs wie z. B. des ICE  wurde in einer Grundsatzentscheidung 2011 vom Bundesgerichtshof dahingehend entschieden, dass die Abbildung eines Geschmacksmusters nicht den „Zwecke der Zitierung“ nach § 40 Nr. 3 DesignG erfüllt und damit unzulässig ist, wenn sie ausschließlich Werbezwecken dient. Zu Grunde lag ein Fall, in dem ein Forschungsinstitut der Fraunhofer-Gesellschaft, das sich mit Schienenfahrzeugtechnik befasste und für die Deutsche Bahn eine Radsatzprüfanlage für den Zugtyp ICE 1 entwickelt hatte, im Ausstellerkatalog einer Fachmesse für seine Leistungen mit einer Abbildung des Triebwagens des ICE 3 geworben hatte. Diese Abbildung diene laut BGH reinen Werbezwecken und sei nicht mehr vom Geschmacksmustergesetz freigestellt.
Grundsätzlich steht das Recht aus Designschutz eigenständig neben urheberrechtlichen Ansprüchen. Rechtsprechung zur Frage, welche der Schrankenbestimmungen des Urheberrechts analog gültig sind, liegt noch nicht vor. Gefordert wird z. T. eine Abwägung zwischen den Interessen des Rechtsinhabers und den Interessen desjenigen, der das Muster abbilden möchte.